# Liste des magazines de Corée du Nord
Pour un article plus général, voir Médias en Corée du Nord.
Il existe entre 70 et 80 périodiques publiés en Corée du Nord, dont vingt sont des publications importantes. La plupart sont des magazines officiels publiés par des organismes publics spécialisés tels que l'agence centrale de presse coréenne. En règle générale, il n'y a qu'un seul magazine par domaine, car en publier davantage est considéré comme un gaspillage de ressources.

## Liste

### Publications généralistes
- Chollima ;
- Choson[3] ;
- Korean Woman ;
- Kumsugangsan (de)[4].

### Économie
- Economic Management[1].

### Science
- Auto Engineering[1] ;
- Choson Minju Juuiinmin Gonghwaguk Palmyonggongbo[3] ;
- Electronic Engineering[1] ;
- Hwahakgwa Hwahakgoneop[3] ;
- Juche Agriculture[1] ;
- Kim Il-sŏng chonghap taehak hakpo: Chayŏn kwahak[5] ;
- Korean Medicine[3] ;
- Kwahakwon Tongbo[3] ;
- Mulri[3] ;
- Punsok Hwahak[3] ;
- Saengmulhak[3] ;
- Suhakkwa Mulli[3].

### Art
- Munhwao Haksup[3] ;
- People's Education[1] ;
- Philosophy Research[1] ;
- Sahoekwahak[3].

#### Histoire
- History[3] ;
- Ryoksagwahak (ko)[3].

### Politique
- First-Level Party Official[1] ;
- Jokook Tongil[3] ;
- Kulloja ;
- Party Life.

### Culture
- Choson Yesul ;
- Gukmunhak[6] ;
- Korean Architecture[1] ;
- Korean Motion Pictures (zh)[1] ;
- Sports[1].

#### Littérature
- Adong Munhak[7] ;
- Children's Literature (magazine) (ko)[1] ;
- Choson Munhak (ko)[3] ;
- Simunhak[6] ;
- Cheongnyeon Munhak[6].

### Publications en langues étrangères
- The Democratic People's Republic of Korea (magazine) (ko)[3] ;
- Foreign Trade of the DPRK ;
- Journal of Kim Il Sung University (Natural Science) ;
- Journal of Kim Il Sung University (Social Science) ;
- Korea[3] ;
- Korea Today ;
- Korean Women[3] ;
- Korean Youth and Students[3].

### Publications à l'étranger
- Joguk, publié au Japon[8] ;